# 朱國楨
朱國禎（1558年—1632年），又作朱國楨，字文寧，號平涵，別號虯庵居士、平涵居士，齋號虯庵、涌幢亭，浙江湖州府烏程縣人，明朝內閣首輔。

## 生平
生於湖州府烏程縣南潯，乳名阿元，四歲時移居馬家港河東。三十一歲中式萬曆十六年（1588年）戊子科浙江鄉試舉人，十七年（1589年）己丑科三甲第四名進士。兵部觀政，改庶吉士，十二月父亲至天津時去世，扶柩歸鄉丁憂。二十五年補授翰林院檢討，二十八年主考福建鄉試，次年养病，三十年丁母憂。三十二年升南京國子監司業，三十四年（1606年）升右春坊右諭德，三十六年（1608年）獲准回籍，時湖、蘇大水，朱國楨致書巡撫，力請救荒，湖州府知府陳幼學洞察民隱，大修荻塘，朱國楨撰《修東塘記》以誌。三十九年起升左春坊左庶子，管理清黄，四十年（1612年）升國子監祭酒，四十二年（1614年）引疾回籍。
天啟元年（1621年）起為禮部右侍郎，协理詹事府事，三年（1623年）升東閣大學士、禮部尚書，本年加太子太保兼文淵閣大學士，加少保兼太子太傅，四年（1624年）改戶部尚書兼武英殿大學士，總裁《國史實錄》，加少傅兼太子太傅，史稱其“處逆境時，獨能不阿，潔身引退。性直坦率，雖位至輔伯而家業肅然”。他評論李贄：“今日士風猖狂，實開於此。全不讀《四書》本經，而李氏《藏書》、《焚書》人挾一冊以為奇貨。壞人心，傷風化，天下之禍，未知所終也。”遭御史李蕃論劾，五年加升少师，进建極殿大學士，改吏部尚書，賜驰驿回籍。魏忠賢向閹黨人士評論朱國楨：“此老亦邪人，但不作惡，可令善去。”引疾致仕，歸里著書。崇禎元年加太保，五年（1632年）卒，年七十五，贈太傅，諡文肅。

## 著作
著有《明史概》一百四十二卷、《大政記》三十六卷、《涌幢小品》三十二卷、《皇明紀傳》三十卷、《朱文肅遺集》八冊、《平涵詩文鈔》二冊等。《四庫全書總目提要》評價：“其是非不甚失真，在明季說部之中，尤為質實”。

## 家族
曾祖朱震。祖父朱經，號月溪。祖母葉氏。父朱守愚，號心斋，生员。母吴氏。生三子一女；國禎、國祥（號振涵）、鳳岐。
- 長子朱糹章（1581年-1613年），字孟接，有忧郁症，娶沈之唫女，不通人道，又時發癔病，口作呓语，每以不得中解元、会元、状元为恨。死后以侄子朱江为嗣。
- 次子朱絟（1585年-？），朱國禎骂他蠢甚。
- 次朱絅、朱络，俱早卒
- 幼子朱紳，县學生，梃杖毙命。娶吴氏。